# Tommy Tutone
Tommy Tutone es una banda de power pop, más conocidos por su sencillo de 1982 "867-5309/Jenny", que llegó al puesto #4 en el Billboard Hot 100. Se dice que la banda es originaria de San Francisco, aunque ahora radican en Willits, California, en la época en que se lanzó "Jenny". La canción se hizo tan popular en los Estados Unidos que marcan ese número telefónico y piden hablar con Jenny, como broma. En cuanto al popular número, la banda aclara: "Nosotros temíamos que la gente nos amenazara con demandarnos. Ella fue la hija del jefe de policía de Buffalo", dijo el líder de la banda, Tommy Heath.[cita requerida]

## Discografía
| Año  | Álbum            | Chart      | Peak |
| ---- | ---------------- | ---------- | ---- |
| 1980 | Tommy Tutone     | Pop Albums | 68   |
| 1982 | Tommy Tutone 2   | Pop Albums | 20   |
| 1983 | National Emotion | Pop Albums | 179  |
| 1998 | Tutone.rtf       | Pop Albums | N/A  |